# Michael Badalucco
Michael Badalucco, född 20 december 1954 i Brooklyn i New York, är en amerikansk skådespelare av italiensk-amerikansk härkomst. Han vann 1999 en Emmy för bästa biroll för sin insats i TV-serien Advokaterna, där han spelar Jimmy Berlutti.
Hans bror Joseph Badalucco Jr. är också skådespelare.

## Filmografi i urval
- 1980 – Tjuren från Bronx
- 1984 – Broadway Danny Rose
- 1985 – Susan, var är du?
- 1990 – Miller's Crossing
- 1991 – Ett tufft jobb
- 1991 – Jungle Fever
- 1991 – Switch
- 1992 – Juice
- 1993 – Sömnlös i Seattle
- 1994 – Léon
- 1994 – Julnötter
- 1995 – Blue in the Face
- 1995 – Clockers
- 1996 – Stolen Hearts
- 1996 – Basquiat – den svarte rebellen
- 1996 – En underbar dag
- 1997–2004 – Advokaterna (TV-serie) (166 avsnitt)
- 1997 – Gatans lag
- 1998 – Du har mail
- 1999 – Summer of Sam
- 2000 – O Brother, Where Art Thou?
- 2001 – The Man Who Wasn't There
- 2005 – En förtrollad romans
- 2010 – Makt och begär (TV-serie) (åtta avsnitt)
- 2011 – The Resident
- 2013 – Fading Gigolo
- 2016 – Rules Don't Apply